# نساء ورجال أغرب من الخيال (كتاب)

## عن الكتاب
نساء ورجال اغرب من الخيال، كتاب اصدرته دار الراية للكاتبه جيهان سليمان , سردت فيه جيهان واقع لا يصل الي منطقه البوح وخاضت عوالم غريبه للرجال والنساء في عالم الخرافة والمعتقدات الغيبيه والدجل الذي اودي الي عوالم أخرى من القضبان والخلل النفسي والجريمة .
رصدت الكاتبه تجارب عديده للنفس البشرية التي تقودها اللذة والبحث عن المجهول فيغيبون عن الواقع ويخلقون واقعا بديلا لتؤتي لنا بمشاهد اغرب من الخيال .